# 量子纠错
量子纠错（英語：Quantum error correction, QEC）是量子计算领域应用的一套关键技术，旨在保护量子信息免受退相干及其他量子噪声源所引发错误的影响。理论上，量子纠错对于实现容错量子计算至关重要，它能够有效降低噪声对已存储量子信息、量子逻辑门操作、量子态制备及量子测量的负面效应。通过实施有效的量子纠错，即使构建量子计算机的物理量子比特保真度相对较低，也能执行具有更高复杂度或更大线路深度的量子算法。
经典的纠错技术通常利用冗余（redundancy）原理。其中，最简单（但效率较低）的方法是重复码（repetition code）。重复码将待保护的逻辑信息复制多份进行存储。若后续因噪声引入错误导致这些副本不再一致，则通过多数表决原则来判定原始信息的最大概率值。例如，假设将一个处于“1”状态的比特复制三次得到“111”。若噪声引入单比特错误，使状态变为如“011”，只要错误发生概率 {\displaystyle p} 足够低且独立，系统最可能推断原始信息是“111”。尽管也存在发生双比特错误（如变为“001”）的可能性，此时系统可能误判原始信息为“000”，但这种情形的概率远低于单比特错误。在此例中，逻辑信息是单个比特“1”，而物理信息是三个重复比特“111”。将逻辑状态映射为物理状态的过程称为编码（encoding），而从（可能含错的）物理状态确定其所代表的逻辑状态的过程称为解码（decoding）。与经典纠错类似，量子纠错码并不总能完美恢复逻辑量子比特，但其目标是显著降低噪声对逻辑状态的影响。
然而，量子信息无法被完美复制，这源于不可克隆定理。该定理似乎为构建量子纠错理论设置了障碍。幸运的是，可以将单个逻辑量子比特的信息“分散”到由多个物理量子比特构成的、高度纠缠的量子态上。彼得·肖尔（Peter Shor）率先发现了这种构建量子纠错码（quantum error correction code, QECC）的方法，他设计了一个方案，将一个量子比特的信息存储在由九个物理量子比特组成的高度纠缠态中。
在经典纠错中，“伴随式译码”（syndrome decoding）被用于诊断错误来源。通过测量“校验子”（syndrome），可以推断出最可能发生的错误类型和位置，并施加相应的纠正操作。量子纠错同样采用校验子测量的思想。它执行一种特殊的多量子比特测量，这种测量在不干扰编码逻辑状态本身所含量子信息的前提下，能够提取出关于所发生错误的信息。根据所使用的量子纠错码，校验子测量可以确定错误的发生、位置以及类型。在许多量子纠错码中，可识别的错误类型通常是比特翻转（bit flip，对应泡利矩阵 {\displaystyle X}）、相位翻转（phase flip，或称符号翻转 sign flip，对应泡利矩阵 {\displaystyle Z}），或是两者的结合（对应泡利矩阵 {\displaystyle Y=iXZ}）。校验子测量具有量子测量的投影效应。因此，即使噪声引起的错误是任意形式的，测量后系统的状态也会被投影到由特定错误基（通常由泡利算符 {\displaystyle X,Y,Z} 和恒等算符 {\displaystyle I} 构成）所描述的状态的叠加态上。为了纠正错误，需根据测得的校验子结果，在受损的量子比特上施加对应的泡利算符（{\displaystyle X,Y} 或 {\displaystyle Z}），以逆转错误的影响。
关键在于，校验子测量只提供关于已发生错误的信息，而完全不泄露逻辑量子比特所存储的原始信息——否则，测量将破坏该逻辑量子比特与量子计算机中其他量子比特之间可能存在的量子叠加态，使其无法用于后续的量子计算。

## 位翻转码
重复码在经典通信信道中是有效的，因为经典比特易于测量和复制。然而，由于不可克隆定理禁止完美复制未知量子态，这种方法不能直接应用于量子信道。为解决此问题，需采用不同策略，例如由Asher Peres于1985年提出的三量子比特位翻转码（three-qubit bit-flip code）。 该技术利用量子纠缠和校验子测量，实现了与经典重复码类似的纠错功能。

三量子比特位翻转码的量子线路示意图。上方线路展示编码过程，下方线路展示错误诊断（校验子测量）和纠正过程。

考虑如下场景：欲通过一个有噪声的量子信道 {\displaystyle {\mathcal {E}}} 传输单量子比特状态 {\displaystyle |\psi \rangle }。进一步假设该信道以概率 {\displaystyle p} 翻转（应用泡利 {\displaystyle X} 门）量子比特的状态，或以概率 {\displaystyle 1-p} 保持其不变。信道 {\displaystyle {\mathcal {E}}} 对输入密度矩阵 {\displaystyle \rho } 的作用可表示为 {\displaystyle {\mathcal {E}}(\rho )=(1-p)\rho +pX\rho X}。
令 {\displaystyle |\psi \rangle =\alpha _{0}|0\rangle +\alpha _{1}|1\rangle } 为待传输的量子态。若不采用纠错协议，该状态被正确传输的概率为 {\displaystyle 1-p}。然而，通过将逻辑状态编码（encode）到多个物理量子比特上，可以提升传输的可靠性，使得错误能被检测和纠正。对于三量子比特位翻转码，编码规则为：{\displaystyle |0\rangle \rightarrow |0_{\rm {L}}\rangle \equiv |000\rangle } 及 {\displaystyle |1\rangle \rightarrow |1_{\rm {L}}\rangle \equiv |111\rangle }。因此，输入态 {\displaystyle |\psi \rangle } 被编码为 {\displaystyle |\psi '\rangle =\alpha _{0}|000\rangle +\alpha _{1}|111\rangle }。这个编码过程可以通过两个CNOT门实现，将原始量子比特与两个初始化为 {\displaystyle |0\rangle } 态的辅助量子比特纠缠起来。 编码后的状态 {\displaystyle |\psi '\rangle } 随后通过噪声信道 {\displaystyle {\mathcal {E}}} 进行传输。
假设信道 {\displaystyle {\mathcal {E}}} 对三个物理量子比特的作用是独立且等同的。那么，{\displaystyle \vert \psi '\rangle } 在传输过程中可能经历如下情况：
- 零个量子比特被翻转，概率为 {\displaystyle (1-p)^{3}}。
- 单个量子比特被翻转（三种可能位置），总概率为 {\displaystyle 3p(1-p)^{2}}。
- 两个量子比特被翻转（三种可能组合），总概率为 {\displaystyle 3p^{2}(1-p)}。
- 所有三个量子比特都被翻转，概率为 {\displaystyle p^{3}}。

现在的问题是如何在不破坏所传输量子态 {\displaystyle |\psi '\rangle } 本身的情况下，检测并纠正可能发生的错误。

使用三量子比特位翻转码（红色曲线）与未使用纠错（蓝色直线）时，输出态与原始输入态之间的最小保真度对比。当错误概率 时，纠错方案能够提高保真度。

为简化分析，假设 {\displaystyle p} 足够小，使得发生多于一个量子比特翻转的概率可以忽略不计（即主要考虑零比特或单比特翻转错误）。此时，可以通过测量某些特定算符（校验子）来判断是否有量子比特发生翻转，以及是哪个量子比特发生了翻转，而无需直接测量存储的信息本身。这相当于执行一组投影测量，其对应的投影算符定义如下：
{\displaystyle {\begin{aligned}P_{0}&=|000\rangle \langle 000|+|111\rangle \langle 111|,\\P_{1}&=|100\rangle \langle 100|+|011\rangle \langle 011|,\\P_{2}&=|010\rangle \langle 010|+|101\rangle \langle 101|,\\P_{3}&=|001\rangle \langle 001|+|110\rangle \langle 110|.\end{aligned}}}
测量结果揭示了哪个量子比特（若有）与其他两个不同，但并不泄露 {\displaystyle \alpha _{0}} 和 {\displaystyle \alpha _{1}} 的信息。
- 若测量结果对应 {\displaystyle P_{0}}，则表明未发生（可检测的单比特）错误，无需纠正。
- 若测量结果对应 {\displaystyle P_{i}}（{\displaystyle i=1,2,3}），则表明第 {\displaystyle i} 个量子比特发生了位翻转，需对其应用泡利 {\displaystyle X} 门进行纠正。

形式上，这个纠正过程对应于对信道输出状态 {\displaystyle \rho _{out}'={\mathcal {E}}(|\psi '\rangle \langle \psi '|)} 应用如下量子操作 {\displaystyle {\mathcal {E}}_{\text{corr}}}：
{\displaystyle {\mathcal {E}}_{\operatorname {corr} }(\rho '_{out})=P_{0}\rho '_{out}P_{0}+\sum _{i=1}^{3}X_{i}P_{i}\rho '_{out}P_{i}X_{i}.}
其中 {\displaystyle X_{i}} 表示作用在第 {\displaystyle i} 个量子比特上的泡利 {\displaystyle X} 算符。
需要注意，此纠错流程仅在信道引入零个或一个位翻转时能完美恢复原始状态。若发生多于一个位翻转（例如，第一和第二个量子比特同时翻转），校验子测量将给出 {\displaystyle P_{3}} 的结果，导致纠正操作错误地作用于第三个量子比特。
为评估该方案的整体性能，可以计算最终输出态 {\displaystyle \rho _{\operatorname {out} }\equiv {\mathcal {E}}_{\operatorname {corr} }({\mathcal {E}}(\vert \psi '\rangle \langle \psi '\vert ))} 与理想编码态 {\displaystyle \vert \psi '\rangle } 之间的保真度 {\displaystyle F(\psi ')=\langle \psi '|\rho _{\operatorname {out} }|\psi '\rangle }。由于在发生零个或一个位翻转（总概率为 {\displaystyle (1-p)^{3}+3p(1-p)^{2}}）的情况下，状态被完美恢复，我们可以得到保真度的下界：
{\displaystyle F(\psi ')\geq (1-p)^{3}+3p(1-p)^{2}=1-3p^{2}+2p^{3}.}
将此结果与未使用纠错时的保真度 {\displaystyle 1-p} 相比较，可以发现，当 {\displaystyle p<1/2} 时，{\displaystyle 1-3p^{2}+2p^{3}>1-p}。这意味着在错误概率适中（{\displaystyle p<1/2}）的情况下，采用三量子比特位翻转码确实能够提高量子信息传输的保真度，这与推导过程中假设 {\displaystyle p} 较小的条件是一致的。

## 相位翻转码

相位翻转码的量子线路

位翻转是经典计算中唯一需要考虑的错误类型。然而，在量子计算中，还存在另一种基本错误：相位翻转（phase flip），也称符号翻转（sign flip）。当量子比特通过某些噪声信道时，其 {\displaystyle |0\rangle } 和 {\displaystyle |1\rangle } 分量之间的相对相位可能被改变。例如，一个处于 {\displaystyle |-\rangle \equiv (|0\rangle -|1\rangle )/{\sqrt {2}}} 态的量子比特，在经历相位翻转错误后，可能变为 {\displaystyle |+\rangle \equiv (|0\rangle +|1\rangle )/{\sqrt {2}}} 态。
若原始量子比特状态为
{\displaystyle |\psi \rangle =\alpha _{0}|0\rangle +\alpha _{1}|1\rangle }
采用三量子比特相位翻转码进行编码，其编码态为
{\displaystyle |\psi '\rangle =\alpha _{0}|{+}{+}{+}\rangle +\alpha _{1}|{-}{-}{-}\rangle }
其中 {\displaystyle |+\rangle } 和 {\displaystyle |-\rangle } 是Hadamard基（或称X基）的基矢。
注意到，在Hadamard基下，位翻转错误表现为相位翻转，而相位翻转错误表现为位翻转。因此，相位翻转码的构造与位翻转码密切相关。可以通过在位翻转码的编码操作之前和解码操作之后，对每个量子比特施加一个Hadamard门（H门），来构建能够纠正单量子比特相位翻转错误的三量子比特相位翻转码。

## Shor码
实际的量子信道可能同时引起位翻转和相位翻转错误，或两者的组合。量子纠错码的设计目标之一便是能同时纠正这两种类型的错误。彼得·肖尔于1995年提出的九量子比特Shor码是第一个实现此功能的著名例子。（p. 10） Shor码能够纠正任意单量子比特错误。

使用Shor码编码单个逻辑量子比特的量子线路示意图。该线路首先进行相位翻转编码（利用H门和CNOT门），然后对三个区块（每块3个量子比特）分别进行位翻转编码。纠错过程则相反，先对各区块进行位翻转纠错，再进行相位翻转纠错。

Shor码通过级联（concatenation）的方式结合了相位翻转码和位翻转码的思想。它将一个逻辑量子比特 {\displaystyle |\psi \rangle =\alpha _{0}|0\rangle +\alpha _{1}|1\rangle } 编码到9个物理量子比特上，其逻辑基态 {\displaystyle |0_{S}\rangle } 和逻辑激发态 {\displaystyle |1_{S}\rangle } 定义为：
{\displaystyle |0_{\rm {S}}\rangle ={\frac {1}{2{\sqrt {2}}}}(|000\rangle +|111\rangle )\otimes (|000\rangle +|111\rangle )\otimes (|000\rangle +|111\rangle )}
{\displaystyle |1_{\rm {S}}\rangle ={\frac {1}{2{\sqrt {2}}}}(|000\rangle -|111\rangle )\otimes (|000\rangle -|111\rangle )\otimes (|000\rangle -|111\rangle )}
编码后的状态为 {\displaystyle |\psi '\rangle =\alpha _{0}|0_{S}\rangle +\alpha _{1}|1_{S}\rangle }。
其纠错原理如下：
- 位翻转纠正：Shor码结构上包含三个独立的区块（量子比特1-3, 4-6, 7-9），每个区块都构成一个三量子比特位翻转码（对于 {\displaystyle |0_{S}\rangle } 是 {\displaystyle {\frac {1}{\sqrt {2}}}(|000\rangle +|111\rangle )}，对于 {\displaystyle |1_{S}\rangle } 是 {\displaystyle {\frac {1}{\sqrt {2}}}(|000\rangle -|111\rangle )}）。通过对每个区块分别执行位翻转校验子测量，可以检测并纠正每个区块内发生的单个位翻转错误。
- 相位翻转纠正：观察 {\displaystyle |0_{S}\rangle } 和 {\displaystyle |1_{S}\rangle } 的结构，可以发现它们的形式类似于将 {\displaystyle |+\rangle ={\frac {1}{\sqrt {2}}}(|0\rangle +|1\rangle )} 和 {\displaystyle |-\rangle ={\frac {1}{\sqrt {2}}}(|0\rangle -|1\rangle )} 中的 {\displaystyle |0\rangle } 替换为 {\displaystyle {\frac {1}{\sqrt {2}}}(|000\rangle +|111\rangle )}，{\displaystyle |1\rangle } 替换为 {\displaystyle {\frac {1}{\sqrt {2}}}(|000\rangle -|111\rangle )} （忽略整体相位），并进行三次重复。这类似于三量子比特相位翻转码的结构。通过测量跨区块的校验子（例如比较第一区块和第二区块的相对相位，以及第二区块和第三区块的相对相位），可以检测并纠正发生在单个区块上的整体相位翻转错误。

由于任何单量子比特错误都可以分解为泡利算符{\displaystyle I,X,Y,Z}的线性组合，而Shor码能够分别纠正 {\displaystyle X}（位翻转）和 {\displaystyle Z}（相位翻转）错误（以及它们的乘积 {\displaystyle Y}），因此Shor码能够纠正作用在任意单个物理量子比特上的任意类型的错误。
若单量子比特错误由幺正算符 {\displaystyle U} 描述，则 {\displaystyle U} 总能表示为：
{\displaystyle U=c_{0}I+c_{1}X+c_{2}Y+c_{3}Z}
其中 {\displaystyle c_{0},c_{1},c_{2},c_{3}} 是复数系数，{\displaystyle I} 是恒等算符，{\displaystyle X,Y,Z} 是泡利算符：
{\displaystyle {\begin{aligned}X&={\begin{pmatrix}0&1\\1&0\end{pmatrix}};\\Y&={\begin{pmatrix}0&-i\\i&0\end{pmatrix}};\\Z&={\begin{pmatrix}1&0\\0&-1\end{pmatrix}}.\end{aligned}}}
- 若 {\displaystyle U=I}，无错误发生。
- 若 {\displaystyle U=X}，发生位翻转错误。
- 若 {\displaystyle U=Z}，发生相位翻转错误。
- 若 {\displaystyle U=Y} (或 {\displaystyle iY})，同时发生位翻转和相位翻转错误。

Shor码通过其校验子测量能够识别并纠正这些基本错误类型，从而能够纠正任意形式的单量子比特错误 {\displaystyle U}（除了一个整体的复系数 {\displaystyle c_{0}} 外）。
更一般地，错误过程可能并非幺正演化，而是由量子操作（quantum operation）描述，错误算符 {\displaystyle U} 对应于其中的克劳斯算符（Kraus operator）。Shor码的设计同样适用于这种情况下的错误纠正。

## 玻色编码
除基于多个二能级系统（量子比特）的编码外，研究人员还提出了多种利用玻色模式（bosonic modes，如量子谐振子或光场模式）进行量子纠错的方案，称为玻色编码。与拥有两个能级的量子比特不同，单个量子谐振子拥有无限多个等间距的能级（Fock态 {\displaystyle |n\rangle ,n=0,1,2,\dots }）。玻色编码利用这个无限维度的希尔伯特空间来实现冗余和错误防护。
常见的玻色编码方案包括：
- 猫态码（cat code）[6][7][8]：利用宏观可区分的相干态的叠加（薛定谔猫态）来编码逻辑量子比特。
- GKP码（Gottesman-Kitaev-Preskill code）[9]：将逻辑量子比特编码在相位空间中周期性排列的“尖峰”状态的叠加态上。
- 二项式码（binomial code）[10][11]：逻辑基态由特定Fock态的叠加构成。

这些编码方案的核心思想是利用单个物理系统（玻色模式）内部的广阔状态空间来实现冗余，而不是像传统量子比特编码那样依赖于复制多个二能级系统。

### 二项式码
以Fock态基表示，最简单的二项式码的逻辑基态可以定义为：
{\displaystyle |0_{\rm {L}}\rangle ={\frac {|0\rangle +|4\rangle }{\sqrt {2}}},\quad |1_{\rm {L}}\rangle =|2\rangle ,}
其中下标 L 表示逻辑编码态。假设系统的主要错误来源是光子丢失（由玻色湮灭算符 {\displaystyle {\hat {a}}} 描述）。当 {\displaystyle {\hat {a}}} 作用一次时，{\displaystyle |0_{\rm {L}}\rangle } 变为 {\displaystyle |3\rangle /{\sqrt {2}}} （忽略 {\displaystyle |0\rangle } 被湮灭的情况），{\displaystyle |1_{\rm {L}}\rangle } 变为 {\displaystyle {\sqrt {2}}|1\rangle }。可以观察到，逻辑码字 {\displaystyle |0_{\rm {L}}\rangle ,|1_{\rm {L}}\rangle } 仅由偶数光子数（光子数为0, 2, 4）的Fock态构成，而单光子丢失后的错误状态仅涉及奇数光子数（光子数为1, 3）的Fock态。因此，可以通过测量系统的光子数宇称（photon number parity）来检测单光子丢失错误。 若测得奇数宇称，则表明发生了单光子丢失错误，可以通过施加适当的恢复操作进行纠正，且此过程无需知道量子比特所处的具体逻辑状态（{\displaystyle |0_{\rm {L}}\rangle } 或 {\displaystyle |1_{\rm {L}}\rangle }）。然而，需要注意的是，上述定义的这种简单二项式码对于双光子丢失（{\displaystyle {\hat {a}}^{2}} 作用）等其他类型的错误并不鲁棒。

### 猫态码
薛定谔猫态，即相干态的特定叠加形式，也可被用作量子纠错码的逻辑状态。例如，在 Ofek 等人于2016年实现的实验中，采用了一种基于四种相干态 {\displaystyle |\pm \alpha \rangle ,|\pm i\alpha \rangle } 的猫态码。其逻辑状态可以分为两组，具有不同的光子数宇称：
- 偶宇称逻辑态：{\displaystyle |0_{L}^{+}\rangle \equiv N_{+}(|\alpha \rangle +|-\alpha \rangle )} 和 {\displaystyle |1_{L}^{+}\rangle \equiv N_{+}(|i\alpha \rangle +|-i\alpha \rangle )}。
- 奇宇称逻辑态：{\displaystyle |0_{L}^{-}\rangle \equiv N_{-}(|\alpha \rangle -|-\alpha \rangle )} 和 {\displaystyle |1_{L}^{-}\rangle \equiv N_{-}(|i\alpha \rangle -|-i\alpha \rangle )}。

其中 {\displaystyle N_{\pm }} 是归一化因子。
与二项式码类似，如果系统的主要错误是单光子丢失（由湮灭算符 {\displaystyle {\hat {a}}} 描述），那么该错误会将偶宇称逻辑态映射到奇宇称子空间，反之亦然。因此，可以通过测量光子数宇称算符 {\displaystyle \exp(i\pi {\hat {a}}^{\dagger }{\hat {a}})}（例如，利用色散耦合的辅助量子比特进行量子非破坏测量）来检测单光子丢失错误。
然而，猫态码本身并不能防止所有类型的错误，例如双光子丢失 {\displaystyle {\hat {a}}^{2}}、退相位噪声（dephasing, 与 {\displaystyle {\hat {a}}^{\dagger }{\hat {a}}} 相关）以及光子增益错误 {\displaystyle {\hat {a}}^{\dagger }} 等，通常需要结合其他技术或更复杂的编码方案来应对。

## 通用编码
从更抽象的角度看，对于给定的量子信道 {\displaystyle {\mathcal {E}}}（描述噪声过程），一个量子纠错码（quantum code）定义为状态希尔伯特空间 {\displaystyle {\mathcal {H}}} 的一个子空间 {\displaystyle {\mathcal {C}}\subseteq {\mathcal {H}}}。该子空间需满足以下条件：存在另一个量子信道（称为纠正操作或恢复操作, recovery operation）{\displaystyle {\mathcal {R}}}，使得对于所有属于编码子空间 {\displaystyle {\mathcal {C}}} 的状态 {\displaystyle \rho =P_{\mathcal {C}}\rho P_{\mathcal {C}}} （其中 {\displaystyle P_{\mathcal {C}}} 是到 {\displaystyle {\mathcal {C}}} 上的正交投影算符），满足：
{\displaystyle ({\mathcal {R}}\circ {\mathcal {E}})(\rho )=\rho }
这意味着，对于编码空间内的任何状态，先经过噪声信道 {\displaystyle {\mathcal {E}}} 作用，再经过纠正操作 {\displaystyle {\mathcal {R}}} 处理后，能够完美恢复到原始状态。
一个量子纠错码能够纠正一组特定的错误 {\displaystyle \{E_{i}\}}。若对于这组错误中的不同元素 {\displaystyle E_{a},E_{b}}，当它们作用于编码子空间 {\displaystyle {\mathcal {C}}} 中的元素时，其结果 {\displaystyle E_{a}|\psi \rangle } 和 {\displaystyle E_{b}|\psi \rangle } （对于任意 {\displaystyle |\psi \rangle \in {\mathcal {C}}}）是线性无关的，则称该码为非简并码（non-degenerate code）。进一步地，如果这些结果是相互正交的，则称该码为纯粹的（pure code）。

## 主要量子纠错码模型
随着量子纠错理论的发展，研究人员提出了多种重要的量子纠错码模型：
- Shor码：由彼得·肖尔（Peter Shor）提出的第一个量子纠错码。它将1个逻辑量子比特编码到9个物理量子比特中，能够纠正任意单量子比特错误。
- 斯蒂恩码（Steane code）： 由安德鲁·斯蒂恩（Andrew Steane）提出，使用7个物理量子比特编码1个逻辑量子比特，同样能纠正任意单量子比特错误。
- 五量子比特纠错码（5-qubit code）： 由雷蒙德·拉弗拉姆（Raymond Laflamme）等人发现，使用最少的5个物理量子比特编码1个逻辑量子比特，并能纠正任意单量子比特错误。根据量子汉明界（quantum Hamming bound），这是达到此纠错能力的最小编码。它也具有容错特性。
- CSS纠错码（CSS codes）： 以其发明者罗伯特·卡尔德班克（Robert Calderbank）、彼得·肖尔（Peter Shor）和安德鲁·斯蒂恩（Andrew Steane）命名。这是一类重要的编码，其构造基于两个相互对偶的经典线性码。Shor码和Steane码都属于CSS码。
- 稳定子码（Stabilizer codes）： 由丹尼尔·戈特斯曼（Daniel Gottesman）提出，并由Calderbank、埃里克·雷恩斯（Eric Rains）、Shor和尼尔·斯洛恩（N. J. A. Sloane）等人进一步发展。稳定子码提供了一个统一而强大的框架来描述和构造许多重要的量子纠错码，包括CSS码、Shor码、Steane码和5量子比特码等。这类编码也被称为加性码（additive codes）。
- Bacon–Shor码： 一类二维编码，由整数 {\displaystyle m} 和 {\displaystyle n} 参数化，包含 {\displaystyle nm} 个排列在矩形晶格上的量子比特。它属于子系统码（subsystem code）的一种。
- 拓扑量子纠错码（Topological codes）：  以阿列克谢·基塔耶夫（Alexei Kitaev）于1997年提出的环面码（toric code）为代表。这类编码将逻辑信息存储在系统的全局拓扑性质中，对局域扰动具有天然的鲁棒性。
- 表面码（Surface codes）： 是拓扑码的一种重要变体，特别适用于二维平面结构，被认为是实现大规模容错量子计算最有希望的方案之一。[15] 截至2024年，表面码及其变种（如通过晶格手术进行逻辑门操作[16]、Yoked表面码[17]等）是研究最充分、应用前景最广的量子纠错方案之一。
- 纠缠辅助量子纠错码（Entanglement-assisted codes）：  由托德·布伦（Todd Brun）、伊戈尔·德韦塔克（Igor Devetak）和謝明修（Min-Hsiu Hsieh）提出。这类编码利用通信双方预先共享的量子纠缠资源来放宽构造量子纠错码的约束条件，可以构建出性能超越传统稳定子码的编码。

量子阈值定理（quantum threshold theorem）由迈克尔·本-奥尔（Michael Ben-Or）和多里特·阿哈罗诺夫（Dorit Aharonov）等人证明，是量子纠错理论的基石。该定理指出，只要构成量子计算机的基本操作（如量子逻辑门）的错误率低于某个特定的阈值，就可以通过级联（concatenation）的方式（即用纠错码对已编码的逻辑量子比特进行再次编码，重复多层）任意地降低计算过程中的逻辑错误率，从而实现任意长时间的可靠量子计算。若物理错误率高于阈值，则纠错过程本身引入的错误会比其纠正的错误更多，导致计算失败。
对容错量子计算所需阈值的估计不断得到改进。截至2004年底，一些研究表明，若有足够多的可用量子比特，阈值可以高达1–3%。 后续研究考虑了更实际的噪声模型和架构约束，阈值估计值通常在 {\displaystyle 10^{-2}} 到 {\displaystyle 10^{-4}} 的范围内，具体取决于所用编码和物理平台。

## 实验实现
量子纠错的实验实现是构建实用量子计算机的关键挑战。研究人员已在多种物理平台上演示了各种量子纠错码和相关操作：
- 早期演示主要基于核磁共振（NMR）量子比特。[19]
- 随后，在线性光学、[20] 离子阱[21][22] 和超导量子比特（特别是transmon）[23] 等系统中也实现了基于CSS码等方案的纠错演示。
- 针对光子量子计算中主要的光子丢失错误，研究人员也设计并实验验证了相应的纠错码。[24][25]
- 2016年，在一项基于超导谐振器中猫态码的实验中[13]，研究人员首次演示了通过主动纠错显著延长逻辑量子比特相干时间，达到了量子纠错的“盈亏平衡点”（break-even point），即逻辑量子比特的寿命超过了构成它的物理组件（在这里是谐振器模式本身，若不进行纠错）的寿命。[13] 这项工作依赖于能够进行实时反馈控制的量子控制器。
- 随着实验技术的发展，更复杂的操作得以实现。2021年，研究人员在囚禁离子平台上，利用10个离子实现了编码在拓扑码（具体为一种距离为2的表面码）中的两个逻辑量子比特之间的逻辑纠缠门操作。[26][27] 同年，囚禁离子系统也首次实现了容错的Bacon–Shor码和Steane码的单逻辑量子比特演示，证明了增加纠错层级确实能够抑制错误，使得逻辑错误率低于物理错误率。[28][29][30]
- 利用马约拉纳零模进行编码的方案也在探索中。2021年，研究人员通过模拟Kitaev链的Jordan-Wigner变换，实验演示了编码在马约拉纳零模上的逻辑量子比特的量子隐形传态，并观察到纠错带来的保真度提升。[31]
- 2022年，因斯布鲁克大学的研究团队在囚禁离子量子计算机上演示了作用于两个逻辑量子比特的容错通用门集。他们使用了七量子比特色码（color code），实现了逻辑CNOT门，并容错地制备了逻辑魔术态，这是实现通用容错量子计算的关键步骤。[32]
- 2023年2月，谷歌量子人工智能团队报告了一项重要的实验进展，他们使用表面码，通过增加物理量子比特的数量（从距离为3的编码扩展到距离为5的编码），首次实验证明逻辑错误率随着编码规模的增大而降低，显示了量子纠错的可扩展性潜力。[33][34][35]
- 基于可重构中性原子阵列的平台也在量子纠错方面取得显著进展。例如，2023年底发表在《自然》杂志上的一项研究中，哈佛大学的研究人员构建了一个基于原子阵列的逻辑量子处理器原型，能够对多达48个逻辑量子比特进行编程和纠错操作，展示了在该平台上实现容错量子计算的潜力[36]。
- 2024年4月，微软与Quantinuum合作，报告称利用30个物理量子比特创建了4个逻辑量子比特，并演示了逻辑错误率比物理错误率低800倍的量子纠错效果，同时运行了大量实验未出现错误。该系统采用了主动校验子提取技术。[37][38]
- 一项基于qudit（高维量子态）的研究来自新南威尔士大学（UNSW Sydney）的研究人员，其预印本于2024年发布（参考文献中标记为2025年发表）。他们利用嵌入硅中的磷原子核自旋（最多可达八能级，即 {\displaystyle d=8} 的qudit）和锑基材料，开发了一种纠错方法，展示了利用高维希尔伯特空间进行错误恢复的潜力。[39]

## 无需编码或奇偶校验的量子纠错探索
除传统的基于编码和校验子测量的量子纠错方案外，研究人员也在探索其他错误抑制和校正方法。例如，2022年，拉合尔工程技术大学的研究提出了一种通过在超导量子电路中的特定位置策略性地插入单量子比特Z轴旋转门，来实现相干噪声错误（coherent error）抵消的方案。 这种方法旨在纠正那些在相干噪声下可能迅速累积的特定类型错误，它依赖于对退相干行为（如异常衰减或振荡）的精确追踪来定位和补偿错误，而无需进行编码或奇偶校验测量。这更像是一种电路级的校准或误差缓解（error mitigation）技术。 此类方法对于非相干噪声（incoherent noise）的有效性仍需进一步研究。

## 延伸阅读
- Daniel Lidar and Todd Brun (编). . Cambridge University Press. 2013.
- La Guardia, Giuliano Gadioli (编). . Springer Nature. 2020.
- Frank Gaitan. . Taylor & Francis. 2008.
- Freedman, Michael H.; Meyer, David A.; Luo, Feng. . . Comput. Math. Ser. Boca Raton, FL: Chapman & Hall/CRC. 2002: 287–320.
- Freedman, Michael H.; Meyer, David A. . Found. Comput. Math. 1998, 2001 (3): 325–332. Bibcode:1998quant.ph.10055F. arXiv:quant-ph/9810055 .